# むつ市立正津川小学校
むつ市立正津川小学校（むつしりつ しょうづがわしょうがっこう）は、青森県むつ市の旧大畑町域にある公立小学校。むつ市立大畑中学校と施設分離型（4・3・2制）小中一貫教育を行っている。

## 概要
- 本校は、正津川地区を学区とする。

## 沿革
- 1877年（明治10年）1月17日[2] - 正津川村に正津川小学として開校。
- 1887年（明治20年） - 正津川簡易小学校と改称。
- 1892年（明治25年）6月24日 - 正津川尋常小学校と改称。
- 1900年（明治33年）6月 - 正津川字平204番地に校舎新築。
- 1941年（昭和16年）4月1日 - 国民学校令により、正津川国民学校と改称。
- 1947年（昭和22年）4月1日 - 学校教育法施行により、大畑町立正津川小学校と改称。同日、高等科生を大畑中学校に移籍。
- 1953年（昭和28年）1月 - 2階建新校舎落成。
- 1954年（昭和29年）3月27日 - 校旗樹立。
- 1955年（昭和30年）4月1日 - 正津川中学校を併設。
- 1990年（平成2年） - 現在地に、新校舎完成[3]。
- 1991年（平成3年） - 新体育館完成[3]。
- 2005年（平成17年）3月14日 - 大畑町のむつ市への合併により、むつ市立正津川小学校と改称。

## 学区
- むつ市大畑町
  - 正津川戦敷、正津川中道、正津川、正津川高待、正津川平[4]

## 周辺
- 国道279号現道
- 正津川児童館
- 正津川郵便局
- 津軽海峡

## アクセス
- 下北交通『正津川小学校前』バス停下車。

## 参考資料
- 『青森県教育史 別巻』（青森県教育委員会・1973年12月20日発行）「学校沿革 小学校」833頁「正津川小学校」（昭和30年の記載分まで）